# Australian Recording Industry Association

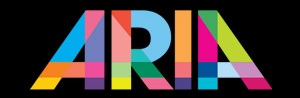
Logo ARIA

Australian Recording Industry Association (ARIA) – australijskie stowarzyszenie producentów fonogramów i wideogramów. Powstało w 1983 z inicjatywy sześciu wytwórni muzycznych EMI, Festival Records, CBS, RCA, WEA oraz Universal Music Group w miejsce Association of Australian Record Manufacturers (AARM). Główne zadania organizacji to reprezentowanie producentów, obsługa tantiem i zwalczanie praktyk piractwa fonograficznego. Organizacja zajmuje się również przyznawaniem certyfikatów sprzedaży, tj. złotych i platynowych płyt, oraz prowadzeniem cotygodniowej listy najpopularniejszych wydawnictw w Australii.
ARIA jest Grupą Krajową Międzynarodowej Federacji Przemysłu Fonograficznego (IFPI), która zrzesza i reprezentuje światowy przemysł muzyczny.